# Eduard Tomek
Eduard Tomek (28. března 1912, Vídeň – 17. srpna 2001, Praha) byl rakousko-český akademický malíř, věnující se zejména akvarelu a scénickému malířství.

## Životopis
Jeho rodiče odešli z Čech do Vídně koncem 19. století. Otec narukoval do 1. světové války, utekl z ruského zajetí na Sibiř, dal se k legionářům a přes Ameriku se po deseti letech vrátil do Vídně. Zemřel, když Eduardu Tomkovi bylo 25 let.

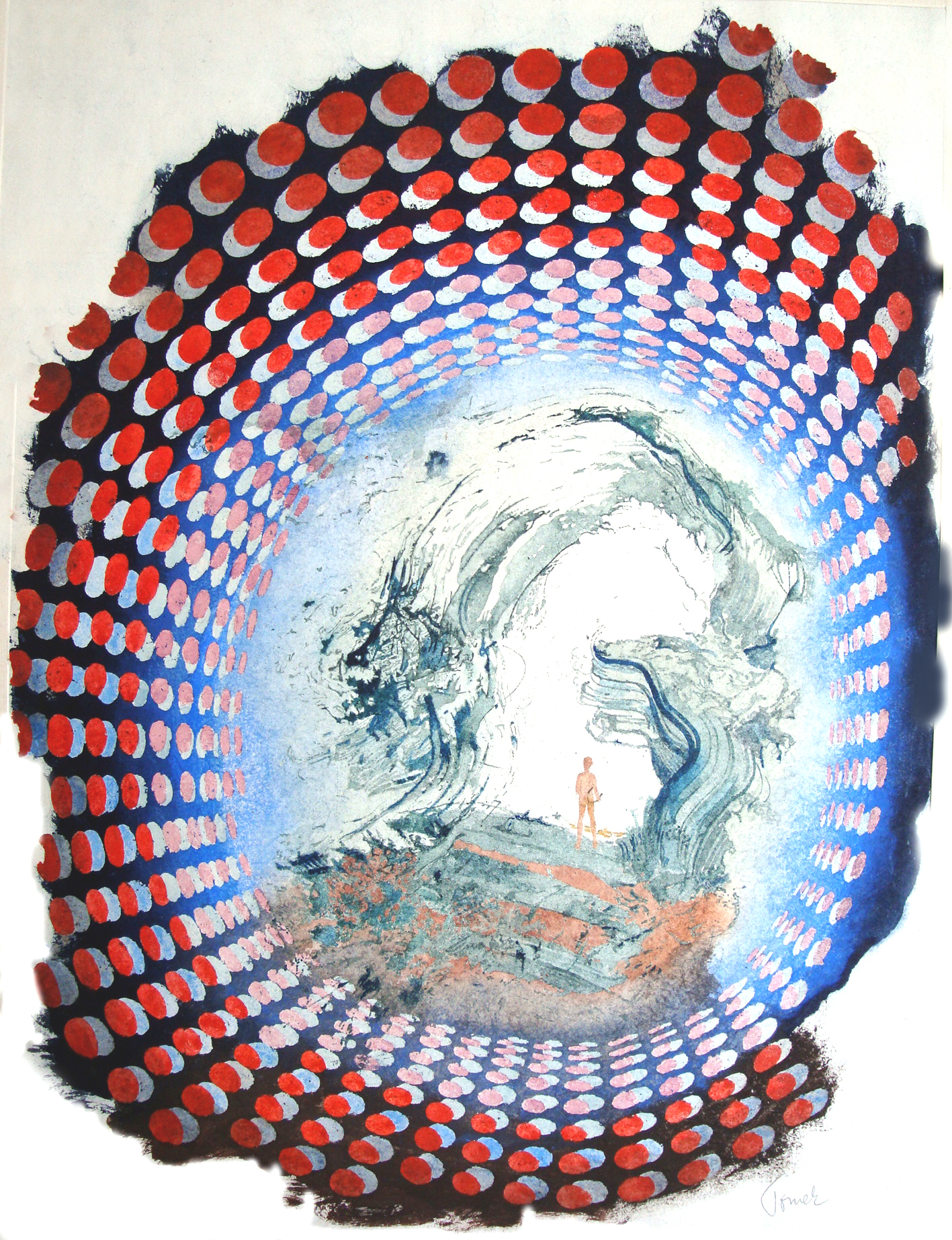
Orfeus

Nejprve studoval ve Vídni na českém reálném gymnáziu školského spolku Komenský, kde byla jeho spolužačkou slečna Vavrečková, dcera velvyslance a budoucí maminka prezidenta Václava Havla. Po gymnáziu studoval v letech 1931–1935 obor všeobecné malířství na Akademii výtvarných umění ve Vídni u prof. K. Fahringera. Setkal se zde s budoucím akademickým malířem Rudolfem Hausnerem, který později patřil k vídeňské škole fantazijního realismu. Složil zkoušku učitelské způsobilosti pro výuku matematiky a kreslení na středních školách a působil ve Vídni jako učitel ve spolku Komenský.
Za války v roce 1941, po rozpuštění českého školství ve Vídni německými úřady, pracoval ve Vídeňské lidové opeře (Volksoper) a později ve Vídeňské státní opeře jako malíř dekorací. V té době také ilustroval knihy (Antonín Machát: Naši ve Vídni), časopis vídeňské mládeže Útěcha, krajanské kalendáře. Byl členem Sokola, se kterým jezdil na hory, kde se pořádaly české menšinové lyžařské závody, na hory jezdil s kytarou.
Na podzim roku 1945 se přestěhoval se svou ženou Hildou do Prahy. V roce 1946 byla jeho aprobace nostrifikována ministerstvem školství a osvěty a byl jmenován státním profesorem středních škol. V roce 1947 přijal československé státní občanství.

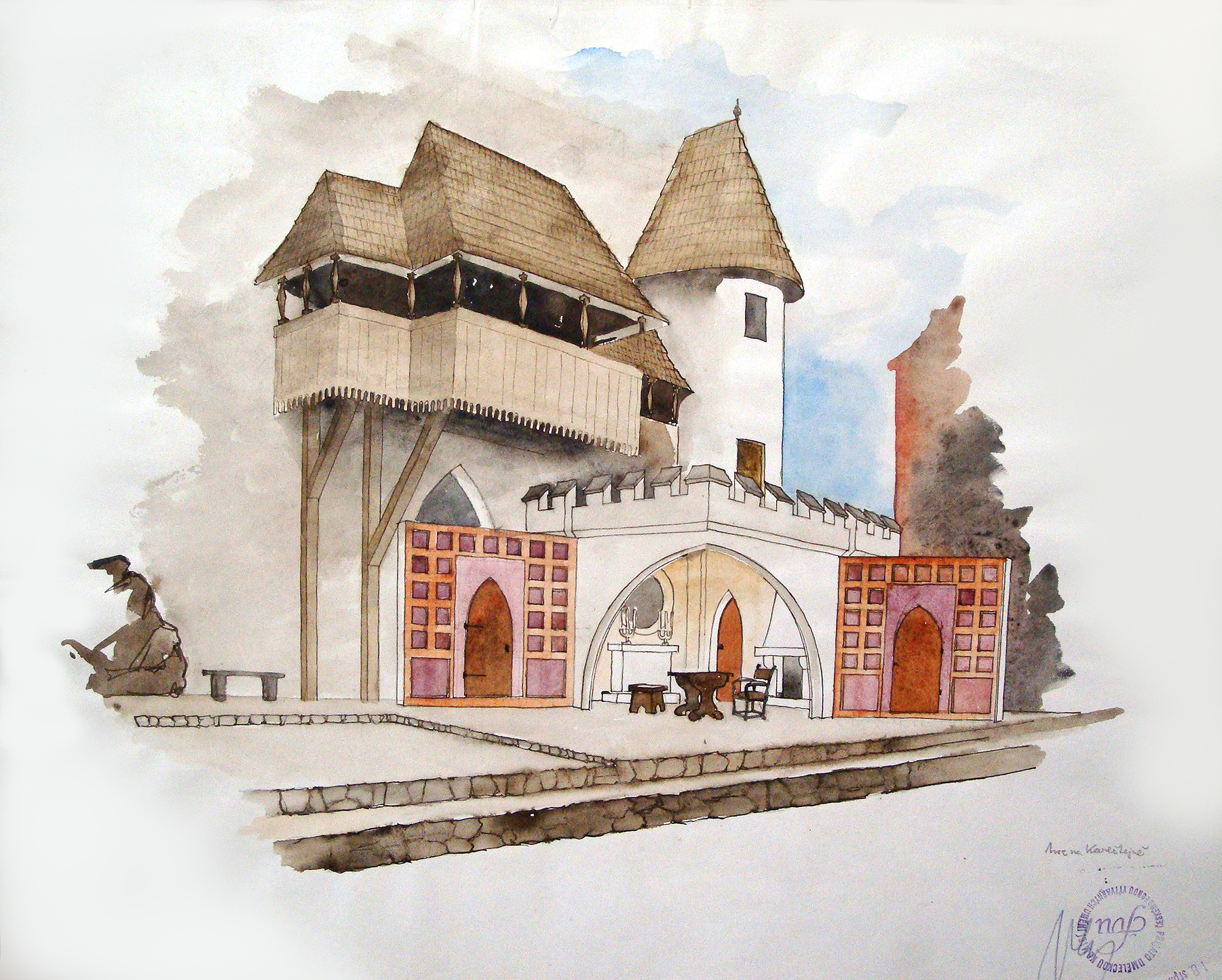
Noc na Karlštejně, návrh scény

V roce 1947 začal pracovat v Národním divadle v Praze jako asistent šéfa výpravy V. Gottlieba. Spolupracoval s Karlem Svolinským a Františkem Tichým (který mu tehdy už říkal: „Dejte si pozor na komunisty“). Scénicky tvořil balety Labutí jezero, Šípková Růženka, opery Don Juan, Dalibor, Rusalka, Hubička, divadelní hru Noc na Karlštejně a další. Navrhoval rovněž kostýmy. V roce 1948 přišel do Národního divadla komunista Josef Svoboda, který se stal díky své stranické legitimaci vedoucím výpravy a ideově „nepohodlné“ podřízené přesunul na různá místa. Eduard Tomek v roce 1959 složil maturitu na Střední průmyslové škole stavební a v roce 1962 mistrovskou zkoušku z oboru elektromontér. V divadle měl povoleno dělat státní pohřby Stalina a Zápotockého. Z Národního divadla, které pro něj znamenalo život, odešel až roku 1967. Nikdy nepracoval v jiném divadle.
V letech 1952–1957 a 1961–1964 vyučoval na Divadelní fakultě Akademie múzických umění kreslení a scénografii a spolupracoval zde s předním scénografem prof. arch. Františkem Troestrem. V roce 1967–1979 působil na jazykové škole v Praze na germánském oddělení jako profesor němčiny, která byla jeho mateřským jazykem.

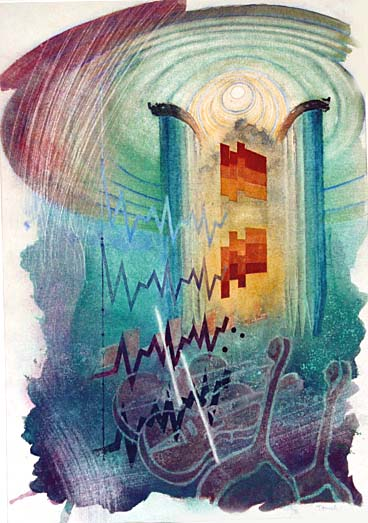
Eugen Suchoň: Symfonická fantázie na B-A-C-H pro varhany, smyčce a bicí

Rád poslouchal vážnou hudbu a přitom čte z not. Miluje J. S. Bacha, G. Mahlera, P. I. Čajkovského a W. A. Mozarta. Hrál na housle, klavír, lesní roh.
Zemřel ve svých 89 letech.

## Malířská tvorba
Celý život maloval výhradně akvarel. Jeho mistrovská malířská technika vychází z ryzího anglického akvarelu – lehkého, jasného, svítivého. Pracoval s vodou, mokrým papírem, tence nanášel barvy, bílý podklad papíru prorážel, nepoužíval běloby. Umělcova díla prozrazují brilantní ovládání náročné akvarelové techniky, pomocí které tlumočí své zážitky, sny, vnitřní náladu, fantazii a cit. Vyzařují chuť a nadšení skvělého kreslíře.